# 1812 год в театре
1812 год в театре

## События
- 27 апреля — в Санкт-Петербурге «для решения высших театральных вопросов» был учреждён особый комитет, в который среди прочих вошли директор придворных театров Александр Нарышкин и министр финансов Дмитрий Гурьев.
- 10 октября — в Лондоне, после очередного пожара, было отстроено заново здание Королевского театра Друри-Лейн (архитектор Бенджамин Уайетт).
- В Москве, у Арбатских Ворот, в пожаре 1812 года сгорел Новый императорский театр. Артисты, дававшие спектакли до самого вступления французов, бежали из города в числе последних и «блуждали с места на место как цыгане», пока не нашли приюта в Плёсе на Волге.

### Постановки
- ? — «Дева солнца», опера Генри Бишопа по роману Мармонтеля «Инки», поразившая публику сценой землетрясения (Ковент-Гарден, Лондон)
- ? — «Любовь к Отечеству», балет Огюста Пуаро и Ивана Вальберха на музыку Катерино Кавоса (Санкт-Петербург).
- 7 апреля — Шарль Дидло перенёс на лондонскую сцену свой петербургский балет «Зефир и Флора». Потеряв в море весь свой архив, он также возобновил с новой музыкой Фредерика Венюа свои балеты «Испытание, или Деревянная нога», «Королева Голконды» и «Зелиса, или Лес приключений» (Королевский театр, Лондон).
- 25 апреля — премьера балета хореографа Сальваторе Вигано и композитора Франца Зюсмайера «Орех Беневенто» (Милан, театр Ла Скала).
- 18 мая — премьера оперы Джоаккино Россини «Деметрий и Полибий» (театр Валле, Рим).
- 24 ноября — премьера оперы Джоаккино Россини «Случай делает вором» (театр Сан-Моизе, Венеция).

## Деятели театра
- Воспитанник Дидло Адам Глушковский, дебютировавший на сцене Арбатского театра в феврале 1812 года или несколько ранее, был назначен первым танцовщиком, балетмейстером и руководителем московской балетной школы.

### Родились
- ? — оперный певец и педагог Луиджи Пиччоли.
- ок. 1812 — балерина Татьяна Карпакова.
- 1 (13) января — актёр и антрепренёр Иван Лавров.
- 23 апреля, Систерон — французский композитор и дирижёр, автор оперы «Пётр Великий» Луи-Антуан Жюльен.
- 7 мая, Лондон — английский писатель и драматург Роберт Браунинг.
- 16 мая, Париж — французский драматург Камиль Дусе.
- 27 июня, Лион — бельгийский композитор и дирижёр Франсуа Босле.
- 4 октября, Рим — итальянская певица Фанни Таккинарди-Персиани, в расчёте на которую Доницетти написал оперу «Лючия ди Ламмермур».
- 22 ноября, Копенгаген — датская драматическая актриса, режиссёр и драматург Йоханна Луиза Хейберг.

### Скончались
- ? (после 1811) — оперный певец, один из первых русских профессиональных артистов на русской сцене, соратник Фёдора Волкова по созданию первого русского театра в Ярославле, Яков Шумский.
- 21 сентября, Вена — оперный певец, импресарио и драматург, автор либретто оперы В. А. Моцарта «Волшебная флейта» Эмануэль Шиканедер.